# Mascagnia pringlei
Mascagnia pringlei är en tvåhjärtbladig växtart som beskrevs av Franz Josef Niedenzu. Mascagnia pringlei ingår i släktet Mascagnia och familjen Malpighiaceae. Inga underarter finns listade i Catalogue of Life.